# Крейсланд
Крейсланд (нід. Kruisland) — село в нідерландській провінції Північний Брабант. Входить до муніципалітету Стенберген.
Його площа становить 32,99 км², а населення станом на 2021 рік складало 2 410 осіб.
Перша згадка про населений пункт датується 1501 роком.